# Pseudoerinna fuscata
Pseudoerinna fuscata är en tvåvingeart som beskrevs av Tokuichi Shiraki 1932. Pseudoerinna fuscata ingår i släktet Pseudoerinna och familjen snäppflugor. Inga underarter finns listade i Catalogue of Life.